# Daniel Carlos Silva Anjos
Daniel Carlos Silva Anjos (Feira de Santana, 23 december 1979) is een voormalig Braziliaans voetballer.

## Carrière
Daniel Carlos Silva Anjos speelde tussen 2001 en 2008 voor Kawasaki Frontale, Grêmio Inhumense, Estrela da Amadora en Pandurii Târgu Jiu.